# Arc de Triomf de Chișinău
L'Arc de Triomf és un monument situat al centre de Chișinău al costat de la catedral de la Nativitat a la Piața Marii Adunǎri Naționale nr. 2 i just davant de la Casa de Govern.

## Història
L'Arc de Triomf va ser construït l'any 1840 per l'arquitecte I. Zauschevic i gràcies a la iniciativa del governador de Bessarabia per commemorar la victòria de l'Imperi Rus sobre l'Imperi Otomà durant la guerra russo-turca (1828–29). Des de la seva construcció fins a l'any 2011 el monument va albergar al seu segon nivell una enorme campana de prop de 6.400kg (400 Puduri).
Es fonia amb el coure dels canons capturats per les forces russes de l'Imperi Otomà. La campana "clopote-velican" es va fer inicialment per al campanar d'espadanya de la catedral, però va resultar ser massa gran per a ella. Finalment, es va instal·lar en aquest arc, que va ser dissenyat expressament.
El monument i el mecanisme del seu rellotge van ser totalment restaurats l'any 1973.